# Уайт, Кайзир
Кайзир Уайт (англ. Kyzir White, 24 марта 1996, Маканджи) — профессиональный футболист, выступающий на позиции лайнбекера в клубе НФЛ «Лос-Анджелес Чарджерс».

## Биография

### Любительская карьера
Кайзир родился в семье Кевина и Тэмми Уайт 24 марта 1996 года. Один из семи детей в семье. Двое его братьев, Кевин и Караун, также являются игроками клубов Национальной футбольной лиги. В 2013 году он окончил старшую школу в Эммаусе и поступил в начальный колледж Лакауанна.
Окончив колледж в 2015 году, Кайзир поступил в Университет Западной Виргинии, предложивший ему спортивную стипендию. За студенческую команду он выступал на позиции сэйфти. В своём первом сезоне в NCAA Уайт выходил в стартовом составе в двенадцати играх, пропустив всего один матч из-за травмы руки. По итогам чемпионата он был включён во вторую символическую сборную конференции Big 12. В 2017 году Кайзир сыграл в тринадцати матчах. В последних трёх играх сезона он делал не менее десяти захватов за матч, а по итогам года получил приглашение на Сениор Боул — матч всех звёзд выпускников.

#### Статистика выступлений в NCAA
| Сезон | Команда                  | Игры | Захваты | Захваты | Захваты | Захваты | Захваты | Перехваты | Перехваты | Перехваты | Перехваты | Перехваты | Фамблы | Фамблы | Фамблы | Фамблы |
| Сезон | Команда                  | Игры | Solo    | Ast     | Tot     | Loss    | Sk      | Int       | Yds       | Y/R       | TD        | PD        | FR     | Yds    | TD     | FF     |
| ----- | ------------------------ | ---- | ------- | ------- | ------- | ------- | ------- | --------- | --------- | --------- | --------- | --------- | ------ | ------ | ------ | ------ |
| 2016  | Вест Виргиния Маунтинирс | 12   | 47      | 11      | 58      | 7,0     | 3,0     | 0         | 0         | 0,0       | 0         | 5         | 1      | 0      | 0      | 2      |
| 2017  | Вест Виргиния Маунтинирс | 13   | 66      | 28      | 94      | 7,5     | 1,0     | 3         | 2         | 0,7       | 0         | 4         | 1      | 0      | 0      | 2      |
| Всего | Всего                    | 25   | 113     | 39      | 152     | 14,5    | 4,0     | 3         | 2         | 0,7       | 0         | 9         | 2      | 0      | 0      | 4      |

### Профессиональная карьера
Перед драфтом НФЛ 2018 года Кайзир рассматривался как игрок, способный действовать на двух позициях. Отмечались его хорошие физические данные, умение читать игру и концентрация, независимо от того задействован он в розыгрыше или нет. К минусам относили недостаточную для сэйфти уровня НФЛ скорость, низкую подвижность и ограниченность возможностей при игре в персональном прикрытии. Оценивая перспективы Уайта в целом, эксперты сайта лиги прогнозировали выбор в третьем или четвёртом раунде драфта и возможность побороться за место игрока стартового состава. 
В четвёртом раунде драфта под общим 119 номером Кайзира выбрал клуб «Лос-Анджелес Чарджерс». В дебютном сезоне Уайт сыграл в первых трёх матчах команды, после чего перенёс операцию на колене. В начале ноября 2018 года клуб внёс его в список травмированных. В оставшихся играх регулярного чемпионата и плей-офф он участия не принимал.

#### Статистика выступлений в НФЛ

##### Регулярный чемпионат
| Сезон | Команда               | Игры | Захваты | Захваты | Захваты | Захваты | Захваты | Перехваты | Перехваты | Перехваты | Перехваты | Перехваты | Фамблы | Фамблы | Фамблы | Фамблы |
| Сезон | Команда               | Игры | Solo    | Ast     | Tot     | Loss    | Sk      | Int       | Yds       | Y/R       | TD        | PD        | FR     | Yds    | TD     | FF     |
| ----- | --------------------- | ---- | ------- | ------- | ------- | ------- | ------- | --------- | --------- | --------- | --------- | --------- | ------ | ------ | ------ | ------ |
| 2018  | Лос-Анджелес Чарджерс | 3    | 12      | 5       | 17      | 1       | 0,0     | 1         | 9         | 9,0       | 0         | 2         | 0      | 0      | 0      | 0      |
| Всего | Всего                 | 3    | 12      | 5       | 17      | 1       | 0,0     | 1         | 9         | 9,0       | 0         | 2         | 0      | 0      | 0      | 0      |